# بزمه
بزمه  روستایی از توابع بخش مرکزی شهرستان فریدون‌شهر در استان اصفهان ایران است.

## مردم
مردم این روستا عمداتا از سادات و دیگر طوایف بختیاری می باشند که به گویش لری بختیاری صحبت می کنند.

## جمعیت
این روستا در دهستان برف انبار قرار دارد و بر اساس سرشماری اخیر مرکز آمار ایران ۱۳۸۵ جمعیت آن ۱٬۴۰۰ نفر و ۴۰۰ خانوار بوده ‌است.